# Pasquale Amato
Pasquale Amato (ur. 21 marca 1878 w Neapolu, zm. 12 sierpnia 1942 w Nowym Jorku) – włoski śpiewak operowy, baryton.

## Życiorys
W latach 1896–1899 studiował w Conservatorio di S. Pietro a Maiella w Neapolu. Zadebiutował w 1900 roku w neapolitańskim Teatro Bellini jako Germont w Traviacie Giuseppe Verdiego. W 1904 roku wystąpił w Covent Garden Theatre w Londynie. Od 1907 do 1908 roku śpiewał w mediolańskiej La Scali, gdzie wystąpił w roli Golauda we włoskiej premierze Peleasa i Melisandy Claude’a Debussy’ego pod batutą Arturo Toscaniniego. W latach 1908–1921 związany był z Metropolitan Opera w Nowym Jorku, na deskach której wziął udział w prapremierowym przedstawieniu Dziewczyny ze Złotego Zachodu Giacomo Pucciniego w roli Jacka Rance’a (1910). Z powodu złego stanu zdrowia wycofał się ze sceny, jednak w 1933 roku wystąpił jeszcze w Metropolitan Opera na gali z okazji 25-lecia swojej działalności artystycznej na tej scenie. Od 1935 roku wykładał na Uniwersytecie Stanu Luizjana, gdzie był dziekanem wydziału wokalno-operowego.